# Barrio Loma Bonita
Barrio Loma Bonita är en ort i Mexiko.   Den ligger i kommunen Constancia del Rosario och delstaten Oaxaca, i den sydöstra delen av landet, 290 km söder om huvudstaden Mexico City. Barrio Loma Bonita ligger 864 meter över havet och antalet invånare är 148.
Terrängen runt Barrio Loma Bonita är huvudsakligen kuperad, men norrut är den bergig. Runt Barrio Loma Bonita är det ganska glesbefolkat, med 32 invånare per kvadratkilometer. Närmaste större samhälle är Putla Villa de Guerrero, 3,0 km sydost om Barrio Loma Bonita. I omgivningarna runt Barrio Loma Bonita växer huvudsakligen savannskog.